# Radikalizam
Radikalizam, odnosno politički radikalizam, izraz je kojim se u politici i političkoj teoriji označavaju pojedinci, pokreti i ideologije koje se zalažu za radikalnu promenu društva ili beskompromisno ostvarivanje svojih političkih ciljeva. Veoma često se uz izraz radikalizam vezuje i izraz ekstremizam, s tim da se radikalni pojedinci i pokreti često sami nazivaju radikali — nikada ekstrem(n)i.
Radikalizam je takođe naziv za ogranak liberalizma, ideologije koja se razvila u 19. veku te imala bitan uticaj na politiku nekih evropskih i latinoameričkih država.

## Spoljašnje veze
Mediji vezani za članak Radikalizam na Vikimedijinoj ostavi